# 朱彌鎘
新野宣懿王朱彌鎘（1453年—1497年），明朝唐藩第三代新野王，新野恭簡王朱芝城嫡長子。

## 生平
景泰四年（1453年）出生。天順二年（1458年）閏二月，獲賜名彌鎘。成化元年（1465年），封新野王長子。成化十一年（1475年）二月，新野恭簡王朱芝城去世。成化十四年（1478年）九月，朱彌鎘襲封新野王。
弘治十年（1497年）五月，朱彌鎘去世，享年四十五歲，諡號宣懿。兩年後，嫡長子朱宇滬襲爵。

## 家庭

### 妻
- 曲氏，山西馬邑縣倉大使曲理女，成化十七年（1481年）九月冊為新野王妃[6]。

### 子
- 嫡長子：新野王長子→新野榮僖王朱宇滬
- 庶次子：鎮國將軍朱宇淨
- 庶三子：鎮國將軍→庶人朱宇淡[7][8]